# Antarchaea flacillalis
Antarchaea flacillalis är en fjärilsart som beskrevs av Walker 1859. Antarchaea flacillalis ingår i släktet Antarchaea och familjen nattflyn. Inga underarter finns listade i Catalogue of Life.